# Calappa granulata
La calappa (Calappa granulata (Linnaeus, 1758)) è un crostaceo decapode della famiglia Calappidae, conosciuto anche come granchio melograno.

## Distribuzione e habitat
Reperibile nel Mar Mediterraneo su fondali mobili da 15 fino a 400 metri di profondità.

## Descrizione
Carapace dalla forma tozza, convessa, giallo a chiazze rosse. Le grosse chele, dello stesso colore del corpo, si adattano alla parte superiore del carapace. Fino a 12 centimetri.

## Biologia
Tipicamente infossato sotto la sabbia, da cui lascia sporgere soltanto gli occhi. Si nutre di molluschi.

## Riproduzione
Durante i mesi estivi la femmina depone una notevole massa di uova di color giallo.